# Justice Served
Justice Served è una serie televisiva sudafricana del 2022.

## Trama
Un gruppo dei Numoor assalta il tribunale, con lo scopo di fare la giustizia online, per un "bianco".

## Episodi
| n° | Titolo originale | Pubblicazione  |
| -- | ---------------- | -------------- |
| 1  | Episodio 1       | 29 luglio 2022 |
| 2  | Episodio 2       | 29 luglio 2022 |
| 3  | Episodio 3       | 29 luglio 2022 |
| 4  | Episodio 4       | 29 luglio 2022 |
| 5  | Episodio 5       | 29 luglio 2022 |
| 6  | Episodio 6       | 29 luglio 2022 |

## Personaggi ed interpreti
- Azania Maqoma, interpretato da Hlomla Dandala.
È il leader dei Numoor.
- Mampho, interpretata da Lerato Mvelase.
È la brigadiera della polizia sudafricana.
- Allan Harvey, interpretato da Morné Visser.
Ex mercenario e capro espiatorio del complotto politico-giudiziario.
- Bhengu, interpretata da Motshabi Tyelele.
È la giudice della corte del tribunale sudafricana, che in quel caso diventa l'avvocatessa difensore di Allan Harvey dalle accuse dei Numoor.
- Karabo, interpretata da Alex McGregor.
Giornalista sudafricana.
- Abei
- Itu
- Suku
- Thabi